# Always Somewhere
Always Somewhere е песен на германската рок група „Скорпиънс“, включена в шестия им студиен албум Lovedrive, издаден от „Мъркюри Рекърдс“ на 25 февруари 1979 г. Песента е написана от вокалиста Клаус Майне и композирана от китариста Рудолф Шенкер, като през 2015 г. в документалния филм на „Скорпиънс“ Forever and a Day, Клаус Майне казва, че е написал текста за Always Somewhere за съпругата си Габи Майне.
Първоначално през 1979 г., Always Somewhere е издадена като сингъл във Филипините с оригинална дължина от 4:54 минути от „Харвест Рекърдс“, заедно с песента Is There Anybody There?! (също от албума Lovedrive) на обратната страна на плочата. Always Somewhere е добавена като втора песен и в издадените през същата година сингли на „Скорпиънс“ – Another Piece Of Meat и Holiday. В средата на 80-те, основната звукозаписна компания, с която „Скорпиънс“ по това време работят – „Мъркюри Рекърдс“, издава песента като сингъл в Бразилия през 1985 г., заедно с When the Smoke Is Going Down от албума Blackout.
През 2001 г., Always Somewhere е записана на живо в Куала Лумпур, Малайзия и издадена от „Уорнър Мюзик“ на компактдиск, като промоционален сингъл в подкрепа на акустичния албум записан на живо Acoustica. Обложката на изданието представялва снимка на членовете на „Скорпиънс“ тогава, на фона на една от кулите близнаци „Петронас“, които по това време са най-високите сгради в света.

## Изпълнения на живо
За първи път, Always Somewhere е изпълнена на живо от „Скорпиънс“ на 16 февруари 1979 г. в Айндховен, Нидераланидя, като част от световното концертно турне Lovedrive Tour. След 1985 г. обаче, песента почти не е част от репертоара на групата и така до 1993 г., когато след временни периодични прекъсвания до 1999 г., „Скорпиънс“ започват отново да я включват в своите концерти. и с общо до момента над 400 изпълнения на живо, това е една 20-те най-често свирени от групата песни.

## Други версии
Ремиксирана версия на песента е включена в компилацията Still Loving You от 1992 г., където дължината ѝ е увеличена със секунда. Always Somewhere е презаписана и отново издадена през 2001 г. в записания на живо акустичен албум Acoustica, с продължителност от 4:10 минути. През 2007 г. песента е част от видео албума Amazonia – Live In The Jungle, записан на живо в Ресифе, Бразилия, докато нова преработена версия е записана за компилацията Born to Touch Your Feelings: Best of Rock Ballads от 2017 г.

## Списък с песните
| Версия от 1979 г. 1. Always Somewhere (Клаус Майне и Рудолф Шенкер) – 4:54 2. Is There Anybody There? (Херман Раребел, Клаус Майне и Рудолф Шенкер) – 3:55 | Втора версия от 1979 г. 1. Holiday (Клаус Майне и Рудолф Шенкер) – 4:03 2. Always Somewhere – 4:54 |

| Трета версия от 1979 г. 1. Another Piece Of Meat (Рудолф Шенкер и Херман Раребел) – 3:30 2. Always Somewhere – 4:54 | Версия от 2001 г. 1. Always Somewhere – 4:11 2. Holiday – 4:30 |

## Музиканти
- Клаус Майне – вокали
- Рудолф Шенкер – китари
- Матиас Ябс – китари
- Франсис Буххолц – електическа бас китара
- Херман Раребел – барабани